# Violettryggig hyliota
Violettryggig hyliota (Hyliota violacea) är en fågel i den lilla afrikanska familjen hyliotor inom ordningen tättingar.

## Kännetecken

### Utseende
Hyliotor är små (11-12 cm) och aktiva, insektsätande fåglar med drag av både sångare och med sin svartvita dräkt Ficedula-flugsnappare. Denna art saknar till skillnad från sina släktingar till stor del eller helt vitt inslag i vingen. Näbben är relativt kraftig och stjärten kort. Hanen har vitaktig undersida som kontrasterar med glansigt violblå ovansida. Honan är rostbeige under.

### Läten
Sången består av en kort strof återgiven som "see see su wit, see su su wit wu". I flykten hörs vassa "tik tik tik".

## Utbredning och systematik
Violettryggig hyliota delas in i två underarter med följande utbredning:
- Hyliota violacea nehrkorni – förekommer från Liberia till Ghana och Togo
- Hyliota violacea violacea – förekommer i låglänta områden från Nigeria och Kamerun till Gabon och östra Demokratiska republiken Kongo

### Familjetillhörighet
Fram tills nyligen ansågs hylioterna vara en del av familjen sångare (Sylviidae), nu uppdelad i ett antal familjer i överfamiljen Sylvioidea. DNA-studier visar dock att de inte är särskilt nära släkt med dessa, utan är systergrupp till mesar och pungmesar. Numera placeras de i den egna familjen Hyliotidae.

## Levnadssätt
Violettryggig hyliota påträffas i skogslandskap, gamla plantage och uppodlade gläntor. Där ses den i höga träd och trädtak på jakt efter leddjur, framför allt insekter. Fågeln häckar monogamt. I Liberia har ungfåglar noterats i juli.

## Status och hot
Arten har ett stort utbredningsområde och en stor population, men tros minska i antal till följd av skogsavverkning och röjning av skog för jordbruksändamål. Den minskar dock inte tillräckligt kraftigt för att den ska betraktas som hotad. Internationella naturvårdsunionen IUCN kategoriserar därför arten som livskraftig (LC). Världspopulationen har inte uppskattats men den beskrivs som ovanlig till lokalt ej ovanlig i Liberia, frekvent förekommande till vanlig i Ghana och sällsynt till ovanlig i större delen av Västafrika.

## Namn
Hyliota kommer från grekiskans ὑλειωτης, huleiōtēs, som betyder "skogsbrukare" och är ett annat namn för skogsguden Pan.